# Anomalomyia guttata
Anomalomyia guttata es una especie de mosquito del género Anomalomyia, de la familia Mycetophilidae, orden Diptera. Fue descrita por Hutton en 1881.
Se distribuye por Oceanía: Nueva Zelanda. Fue publicada en Catalogue of New Zealand Diptera, Orthoptera, and Hymenoptera; with descriptions of the species. Colonial Museum and Geological Survey of New Zealand. G. Didsbury, Government Printer, Wellington. x+132 pp. 1881.